# ۳-متوکسی-۴-هیدروکسی‌فنیل‌گلیکول
۳-متوکسی-۴-هیدروکسی‌فنیل‌گلیکول (به انگلیسی: 3-Methoxy-4-hydroxyphenylglycol) با فرمول شیمیایی C۹H۱۲O۴ یک ترکیب شیمیایی با شناسه پاب‌کم ۱۰۸۰۵ است. که جرم مولی آن ۱۸۴٫۱۸۹۱۸ g/mol می‌باشد. 